# 退縮
器官の退縮(英: involution)とは器官が縮小あるいは通常の容積に戻ること。

## 例

### 胸腺
胸腺は出生から思春期まで成長を続け、その後は高レベルの性ホルモン循環の影響によって萎縮する。胸腺の容積と胸腺の活性（T細胞の生成）は比例しており、その活性は思春期以前に最も活性が高い。萎縮により、胸腺の容積と活性は著しく減少し、胸腺の大部分は脂肪により置換される。胸腺の萎縮は高レベルの性ホルモンの循環に起因しており、成人における化学的あるいは物理的な去勢によって胸腺の容積と活性は増大する。

### 子宮
出産後の生理的過程により子宮の退縮は起こる。出産によって子宮はもはや胎児を養う必要がなくなるため子宮の肥大は解かれる。

### 未熟児網膜症
病変の縮小（regression）。